# Alun
Alun är trivialnamnet på kaliumaluminiumsulfat KAl(SO4)2·12H2O. I den gamla svenska farmakopéen benämndes alun Alumini Kalii Sulfas.

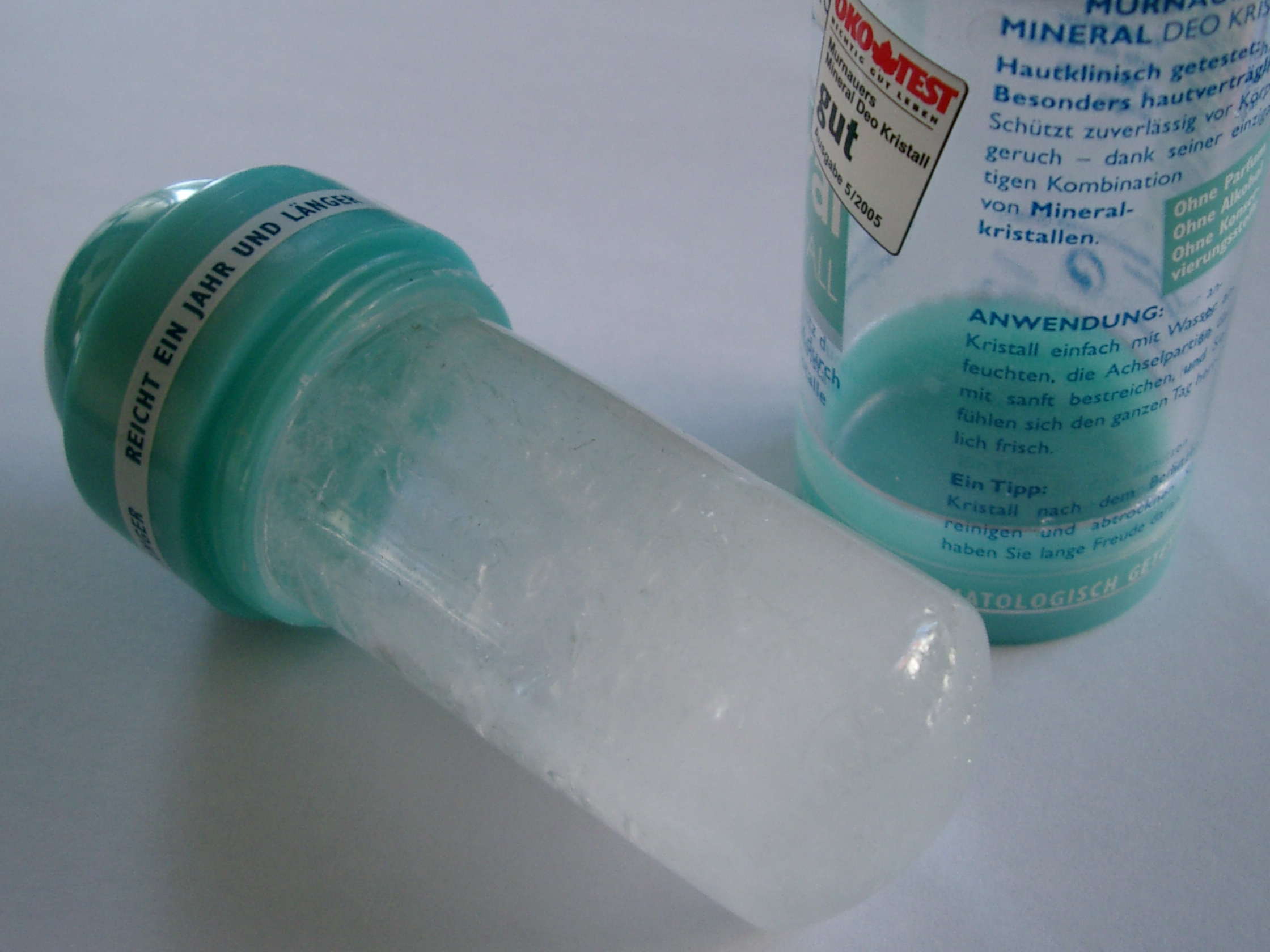
Alun säljs även under namnet Thai-sten och används som deodorant.

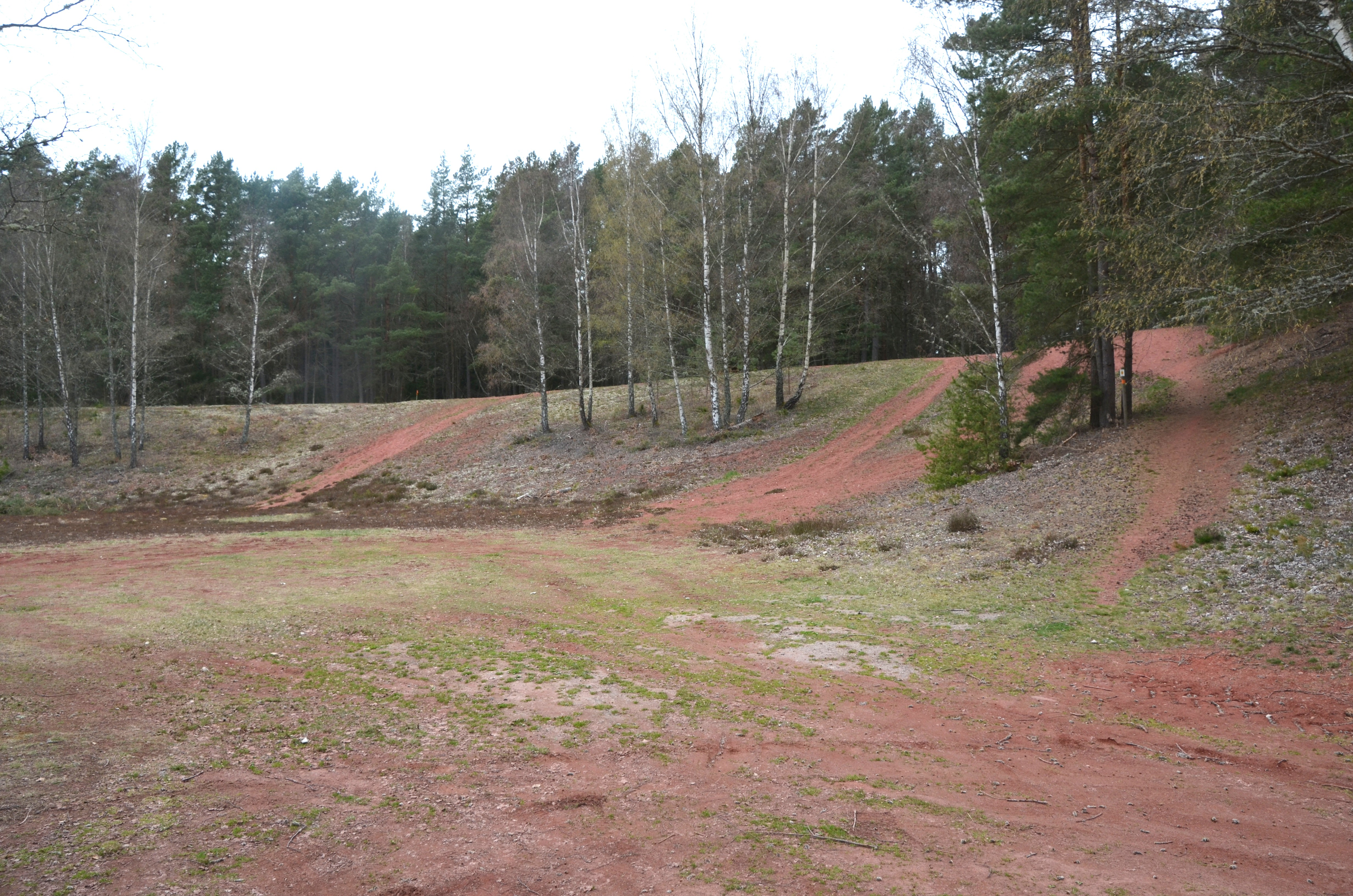
Rödfyren, slagghög från alunbränning på Lovers alunbruk

Alun framställs genom behandling av bauxit med svavelsyra och kaliumsulfat eller genom kalcinering och lakning av alunhaltiga skiffrar.
I Sverige finns alunskiffer i Närke, Skåne (vid Andrarums alunbruk), Västergötland och på Öland i form av en finkornig blandning av fältspat, lera, svavelkis och brännbara bituminösa ämnen.

## Allmänna egenskaper
Alunkristaller är föga lösliga i kallt vatten, men lättlösliga i varmt vatten. Lösningen smakar sötaktigt surt, och känns en aning sammandragande i munnen.
Vid upphettning av alunkristaller löses alunet i sitt kristallvatten vid 92°C. Upphettas alunlösningen ytterligare avgår kristallvattnet, varvid massan pöser upp och kvarlämnar en porös återstod med farmakopénamnet alumen ustum.

## Användning
Alun har en sedan länge känd blodstoppande effekt. Apoteket i Sverige sålde tidigare alunstift för användande efter små skärskador som kan inträffa exempelvis vid rakning. Användning svider något, men övergående.
Alun kan även användas vid färgning av tyg (betning) och garvning av skinn. Alun har även använts för vattenrening och för färgning och limning av papper.
Alun har haft stor betydelse inom textilfärgning och för tillverkning av färglacker. En restprodukt från framställningen av alun, alunslam,  lanserades på 1700-talet som ett alternativ till importerade gröna pigment. Det är olivgrönt och användes framför allt utomhus i slamfärg men fick aldrig någon större betydelse. Rostat alunslam blir rött och har använts som rödfärgspigment.
Alun kan också användas när man gör trolldeg, för att få degen smidig utan att kladda. Det kan även användas vid gurkinläggning. Som livsmedelstillsats fungerar det som surhetsreglerande medel och har E-nummer 522. 
I Sverige produceras alun av exempelvis det statliga läkemedelsföretaget APL (Apotek Produktion & Laboratorier) 

## Etymologi
Det finns två konkurrerande förklaringar till uppkomsten av ordet alun:
1. Från mineralets namn på latin, alumen. Det har då kommit in i svenskan via lågtyskan. [7]
2. Av grekiska halme, sälta [8]

## Traditionell tillverkning i Sverige
Svensk traditionell tillverkning är en omständlig process. Först läggs alunskiffern varvtals med ris, som antändes, och då och då övergjuts med vatten. De bituminösa ämnena, svavelkisen och risknippena förbrinner långsamt, varvid bildas järnoxid (ger en röd färg), järnvitriol (FeSO4), svavelsyra (H2SO4), aluminiumsulfat (Al2(SO4)3) och kaliumsulfat (K2SO4).
Svavelsyran angriper ler- och fältspatpartiklarna varvid aluminiumsulfat och kaliumsulfat bildas.
Den brända skiffern urlakas i cisterner nergrävda i marken. Därefter tappas lösningen på stora, flata avdunstningspannor av blyplåt, som eldas med den brännbara alunskiffern. En del av den i lösningen befintliga järnvitriolen syresätts därvid, varvid basiskt järnoxidsulfat utfälls som gult alunslam. Tillsammans med gips (CaSO4•2H2O), som finns i alunluten bildar slammet lätt pannsten, som fördärvligt fastnar i pannplåtens botten. Detta motverkas genom ständig omrörning.
Efter en tids avdunstning tappas luten i kar, och lämnas i vila tills alunslammet sjunkit till botten. Den nu klara lösningen pumpas till kristalliseringskar, där den får vila tills lösningen blivit helt kall. Därvid utkristalliseras små alunkristaller (ibland kallade saffian, förväxla ej med marokäng), som tvättas med moderlut. Resten är då raffinerat alun.
Raffineringsprocessen fortsätter genom upplösning i kokande vatten och långsam kristallisering i stora fat. Till slut återstår gröna kristaller av järnvitriol, FeSO4. Moderluten är rik på glaubersalt (natriumsulfat Na2(SO4)·10 H2O), och bittersalt (magnesiumsulfat, MgSO4), men detta tillvaratas inte.
Alunslammet rostas i flamugnar till rödfärg. Den brända skiffern mals och används som cement.

## Andra processer utomlands

### Italien
Vid Tolfa och Montioni, intill Massa Maritima används alunsten, som är en förening av lerjordhydrat och alun. Den uppkommer genom inverkan av svavelhaltiga ångor på porös trakytlava.
Vid bränning av alunsten kan av återstoden alun utlakas med vatten. Genom avdunstning erhålles tärningsformade kristaller, kubiskt alun, även kallat romerskt alun.
Lösningen är i början rödfärgad p g a förorening med järnoxid, men under avdunstningen avskiljes olöst järnoxid, och slutprodukten av alun är fullständigt järnfri, vilket skattas högt.

### Tyskland
Utgångsmaterialet är alunjord, som är en blandning av svavelkis och lera. Om alunjord får ligga någon tid i luften syresätts den till järn(II)sulfat, även kallat järnvitriol. Detta brännes. Svavelsyrainnehållet i järnsulfatet angriper därvid leran, varvid aluminiumsulfat bildas, som utlakas med vatten. I lösningen tillsättes kaliumsulfat, varvid alun uppstår som stora färglösa genomskinliga kristaller.